# Lady Like (песня)
«Lady Like» — песня американской кантри-певицы Ингрид Эндресс из её одноименного дебютного студийного альбома Lady Like (2020). Песня была написана Эндресс, Сэмом Эллисом и Дерриком Сазерлендом, а продюсированием занимались Эндресс и Эллис. Трек был первоначально выпущен в качестве дебютного сингла Эндресс на лейбле Warner Music Nashville для цифрового скачивания и потокового вещания 22 февраля 2019 года, а затем был переиздан в качестве третьего сингла с её дебютного альбома в октябре 2020 года вышеупомянутым лейблом. Песня в стиле кантри-поп, «Lady Like» рассказывает о сопротивлении гендерным стереотипам. Эндресс написала песню после свидания с мужчиной, который отверг её, когда она заговорила о политике. Вдохновением для песни послужил её личный опыт, когда от неё ожидали, что она будет вести себя как женщина.
Песня «Lady Like» получила широкое признание музыкальных критиков, которые высоко оценили лиризм Эндресс и феминистский посыл песни, а некоторые назвали её «гимном». В коммерческом плане песня достигла топ-40 в чартах Billboard Country Airplay и Hot Country Songs. Сингл также был сертифицирован как золотой Американской ассоциацией звукозаписывающей индустрии (RIAA) и Music Canada (MC). Для продвижения песни были сняты два клипа, в которых Эндресс отказывается выполнять различные задания, которые должны выполнять женщины. Клипы получили высокую оценку за то, что в них текст песни был воплощен в визуальных образах. Для дальнейшего продвижения Эндресс исполнила песню в нескольких случаях, в том числе на Шоу Эллен Дедженерес и на церемонии вручения музыкальных наград CMT Music Awards 2021 года.

## История
Эндресс окончила музыкальный колледж Berklee в 2013 году и по совету своего профессора, американского автора песен Кары Диогуарди, переехала в Нашвилл, чтобы продолжить карьеру автора песен. Она подписала контракт с музыкальной издательской компанией Диогуарди, Arthouse Entertainment, и начала сочинять среди других авторов песен. Под эгидой Arthouse Entertainment она выпустила свой дебютный сингл «The Stranger» в феврале 2017 года. Авторский вклад Эндресс в песни британской певицы Charli XCX «Boys» (2017) и американской исполнительницы Кари Элиз Флетчер «About You» (2019) привлёк внимание звукозаписывающего лейбла Warner Music Nashville, и в 2018 году лейбл подписал с ней контракт как с артисткой звукозаписи.

## Отзывы
Песня «Lady Like» получила широкое признание музыкальных критиков. Джаэль Голдфайн высоко оценила лирику и вокал Эндресс. Она описала песню как «классический гимн силы девушки», сравнив её с другими композициями с феминистской тематикой, такими как «Just a Girl» группы No Doubt и «Hard out Here» британской певицы Лили Аллен. Аналогично, Энни Рейтер из Billboard назвала песню «[гимном] расширения возможностей». Интервьюируя Эндресс для CMT, Саманта Стивенс также похвалила текст песни. Стивенс заявила, что «Lady Like» станет «неоспоримым гимном для женщин и людей повсюду, и столь необходимым напоминанием о том, что единственный путь, по которому следует идти женщине в мире, это тот, по которому идешь ты». Бобби Мур, написавший для The Boot, заявил, что Эндресс «улавливает лирическую откровенность» трека.

## Музыкальное видео
На песню было снято два музыкальных клипа. Первый был загружен на канал Эндресс YouTube 8 марта 2019 года, его режиссером выступила Эмма Хиггинс.

## Чарты
| Чарт (2021)                       | Высшая позиция |
| --------------------------------- | -------------- |
| США (Billboard Country Airplay)   | 33             |
| США (Billboard Hot Country Songs) | 39             |

| Чарт (2021)                       | Позиция |
| --------------------------------- | ------- |
| США Hot Country Songs (Billboard) | 100     |

## Сертификации
| Регион                                                                      | Сертификация | Продажи |
| --------------------------------------------------------------------------- | ------------ | ------- |
| Канада (Music Canada)                                                       | Золотой      | 40 000  |
| США (RIAA)                                                                  | Золотой      | 500 000 |
| Данные о продажах + прослушиваниях приведены только на основе сертификации. |              |         |